# ماركو باليرمو
ماركو باليرمو هو لاعب كرة قدم إيطالي في مركز الوسط، ولد في 1 نوفمبر 1995 في قطانية في إيطاليا.

## وصلات خارجية
- ماركو باليرمو على موقع قاعدة بيانات كرة القدم.إي يو (الإنجليزية)
- ماركو باليرمو على موقع Soccerway.com (الإنجليزية)
- ماركو باليرمو على موقع عالم كرة القدم.نت (الإنجليزية)